# Herbert Worbs
Herbert Worbs (* 1. Dezember 1915 in Thomasdorf, Schlesien; † 13. Mai 1997) war Fußballspieler und Fußballtrainer im DDR-Fußballspielbetrieb. Von 1955 bis 1959 trainierte er den SC Fortschritt Weißenfels in der DDR-Oberliga, der höchsten Spielklasse des DDR-Fußball-Verbandes. 
Worbs absolvierte nach seiner Schulausbildung eine Schlosserlehre. Im Zweiten Weltkrieg war er Soldat und geriet in englische Gefangenschaft. Bei Kriegsende musste seine Familie aus Schlesien flüchten und ließ sich in Bad Dürrenberg nieder. Herbert Worbs schloss sich der Fußballmannschaft der SG Grün-Weiß Bad Dürrenberg an, aus der später die Betriebssportgemeinschaft (BSG) Chemie wurde, und spielte in der Regel im Mittelfeld. Nebenbei ließ er sich zum Fußballtrainer ausbilden. 
1951 übernahm er das Training der zweitklassigen BSG Fortschritt Weißenfels, die er bereits in seiner ersten Saison auf Platz drei der DDR-Liga führte. Die zentrale DDR-Fußballsektion wurde auf ihn aufmerksam und nominierte ihn als zweiten Trainer für das erste offizielle Länderspiel der DDR am 21. September 1952 (0:3 in Warschau gegen Polen). Im Juli 1953 wechselte Worbs zum DDR-Ligisten BSG Chemie Wolfen. In der Saison 1954/55 verhalf er der Mannschaft zum 5. Platz in der Ligastaffel 1, die sich damit für die von drei Staffeln auf eine Staffel reduzierte I. DDR-Liga qualifizierte. Zum gleichen Zeitpunkt stieg seine frühere Mannschaft Fortschritt Weißenfels, inzwischen zum Sportclub befördert, in die DDR-Oberliga auf und holte Worbs als Trainer zurück. In Weißenfels wirkte Worbs bis zum Ende der Saison 1959, in der er die Fortschritt-Mannschaft zu ihrem besten Oberligaergebnis Platz sechs führte. In dieser Zeit erwarb er bei der Leipziger Sporthochschule DHfK das Trainerdiplom. Unter seiner Führung wurde Alfred Reinhardt Nationalspieler. 
Bis Ende 1965 war Worbs Bezirkstrainer im DDR-Bezirk Halle. Fortschritt Weißenfels war inzwischen in die DDR-Liga abgestiegen und wieder zur BSG herabgestuft worden. Als die Mannschaft 1965 in erneute Abstiegsnot geriet, holten die Weißenfelser Worbs wieder als Trainer zurück, er konnte den Abstieg aber nicht mehr verhindern. Binnen eines Jahres gelang es ihm, die Mannschaft wieder in die DDR-Liga aufsteigen zu lassen. Auf Beschluss des DDR-Sportbundes DTSB musste Worbs später Weißenfels verlassen und arbeitete ab 1969 beim Viertligisten BSG Motor Aschersleben. Auch hier gelang es ihm, die Mannschaft innerhalb eines Jahres zum Aufstieg zu bringen, allerdings konnte sich die BSG Motor nur eine Saison lang in der Bezirksliga halten. Im Sommer 1974 kehrte Worbs zum dritten Mal nach Weißenfels zurück und wurde Trainer und Sportinstrukteur bei der BSG Fortschritt, deren Fußballmannschaft endgültig in der Bezirksliga angekommen war. Mit ihr feierte er noch zweimal den Erfolg des Bezirkspokalgewinns. 1983 ging Herbert Worbs in den Ruhestand.